# British Grand Prix
British Grand Prix (Birmingham Grand Prix) je lehkoatletická soutěž konaná jednou ročně od roku 1992, je sponzorována společností Aviva. Od roku 2010 je součástí Diamantové ligy. V roce 2010 proběhl na stadioně Gateshead International Stadium v Gatesheadu a další na Alexander Stadium v Birminghamu.

## Rekordy mítinku

### Muži
| Disciplína                   | Výkon             | Atlet                   | Rok rekordu |
| ---------------------------- | ----------------- | ----------------------- | ----------- |
| Běh na 100 metrů             | 9,77 (+1.5 m/s)   | Asafa Powell            | 2006        |
| Běh na 200 metrů             | 19,94             | Michael Johnson         | 1991        |
| Běh na 400 metrů             | 44,23             | Kirani James            | 2016        |
| Běh na 800 metrů             | 1:42,79           | Emmanuel Kipkurui Korir | 2018        |
| Běh na 1500 metrů            | 3:29,33           | Asbel Kipruto Kiprop    | 2016        |
| Běh na 5000 metrů            | 13:00,20          | Vincent Chepkok         | 2010        |
| Běh na 110 metrů překážek    | 12,95 (-0.9 m/s)  | Aries Merritt           | 2012        |
| Běh na 400 metrů překážek    | 47,67             | Kevin Young             | 1992        |
| Běh na 3000 metrů překážek   | 8:00,12           | Conseslus Kipruto       | 2016        |
| Skok do výšky                | 240 cm            | Mutaz Essa Baršim       | 2017        |
| Skok o tyči                  | 591 cm            | Alexandr Averbuch       | 2001        |
| Skok daleký                  | 853 cm            | Luvo Manyonga           | 2018        |
| Trojskok                     | 17,74 m           | Christian Olsson        | 2003        |
| Vrh koulí                    | 22,45 m           | Christian Cantwell      | 2006        |
| Hod diskem                   | 71,27 m Rekord DL | Kristjan Čeh            | 2022        |
| Hod oštěpem                  | 95,66 m           | Jan Železný             | 1993        |
| Zdroj na IAFF Diamond League |                   |                         |             |

### Ženy
| Disciplína                   | Výkon            | Atletka                    | Rok rekordu |
| ---------------------------- | ---------------- | -------------------------- | ----------- |
| Běh na 100 metrů             | 10,81 (+0.7 m/s) | Carmelita Jeterová         | 2012        |
| Běh na 200 metrů             | 22,15            | Shaunae Millerová-Uibová   | 2018        |
| Běh na 400 metrů             | 49,77            | Sanya Richardsová          | 2005        |
| Běh na 800 metrů             | 1:56,92          | Francine Niyonsabaová      | 2016        |
| Běh na 1500 metrů            | 3:58,07          | Kelly Holmesová            | 1997        |
| Běh na 1 míli                | 4:21,11          | Konstanze Klosterhalfenová | 2019        |
| Běh na 5000 metrů            | 14:47,55         | Dawit Seyaumová            | 2022        |
| Běh na 100 metrů překážek    | 12,46            | Danielle Williamsová       | 2019        |
| Běh na 400 metrů překážek    | 53,78            | Kaliese Spencerová         | 2012        |
| Běh na 3000 metrů překážek   | 9:05,55          | Beatrice Chepkoechová      | 2019        |
| Skok do výšky                | 203 cm           | Kajsa Bergqvistová         | 2005        |
| Skok o tyči                  | 487 cm           | Jelena Isinbajevová        | 2004        |
| Skok daleký                  | 709 cm           | Malaika Mihambo            | 2022        |
| Trojskok                     | 14,94 m          | Ashia Hansenová            | 1997        |
| Vrh koulí                    | 20,52 m          | Valerie Adamsová           | 2012        |
| Hod diskem                   | 69,23 m          | Sandra Perkovićová         | 2015        |
| Hod oštěpem                  | 66,08 m          | Barbora Špotáková          | 2012        |
| Zdroj na IAFF Diamond League |                  |                            |             |

## Ročníky
- British Grand Prix 2010
- British Grand Prix 2011
- British Grand Prix 2012
- British Grand Prix 2013
- British Grand Prix 2014
- British Grand Prix 2015
- British Grand Prix 2016
- British Grand Prix 2017
- British Grand Prix 2018
- British Grand Prix 2019
- British Grand Prix 2021
- British Grand Prix 2022
- British Grand Prix 2023